# Comté de Limerick
Pour les articles homonymes, voir Limerick (homonymie).
Le comté de Limerick (en anglais : County Limerick, en irlandais : Contae Luimnigh) est un comté du sud-ouest de l'Irlande. Sa capitale est la ville du même nom.
Sa superficie est de 2 755 km2 pour 209 536 habitants en 2022.

## Géographie

### Villes du comté
- Adare (Ath Dara)
- Croom (Cromadh)
- Foynes (Faing)
- Limerick (Luimneach)
- Newcastle West (An Caisleán Nua Thiar)

### Villages
- Hospital

### Comtés limitrophes
| Clare océan Atlantique | Clare             | Tipperary |
| Kerry                  | comté de Limerick | Tipperary |
| Kerry                  | Cork              | Tipperary |

## Tourisme

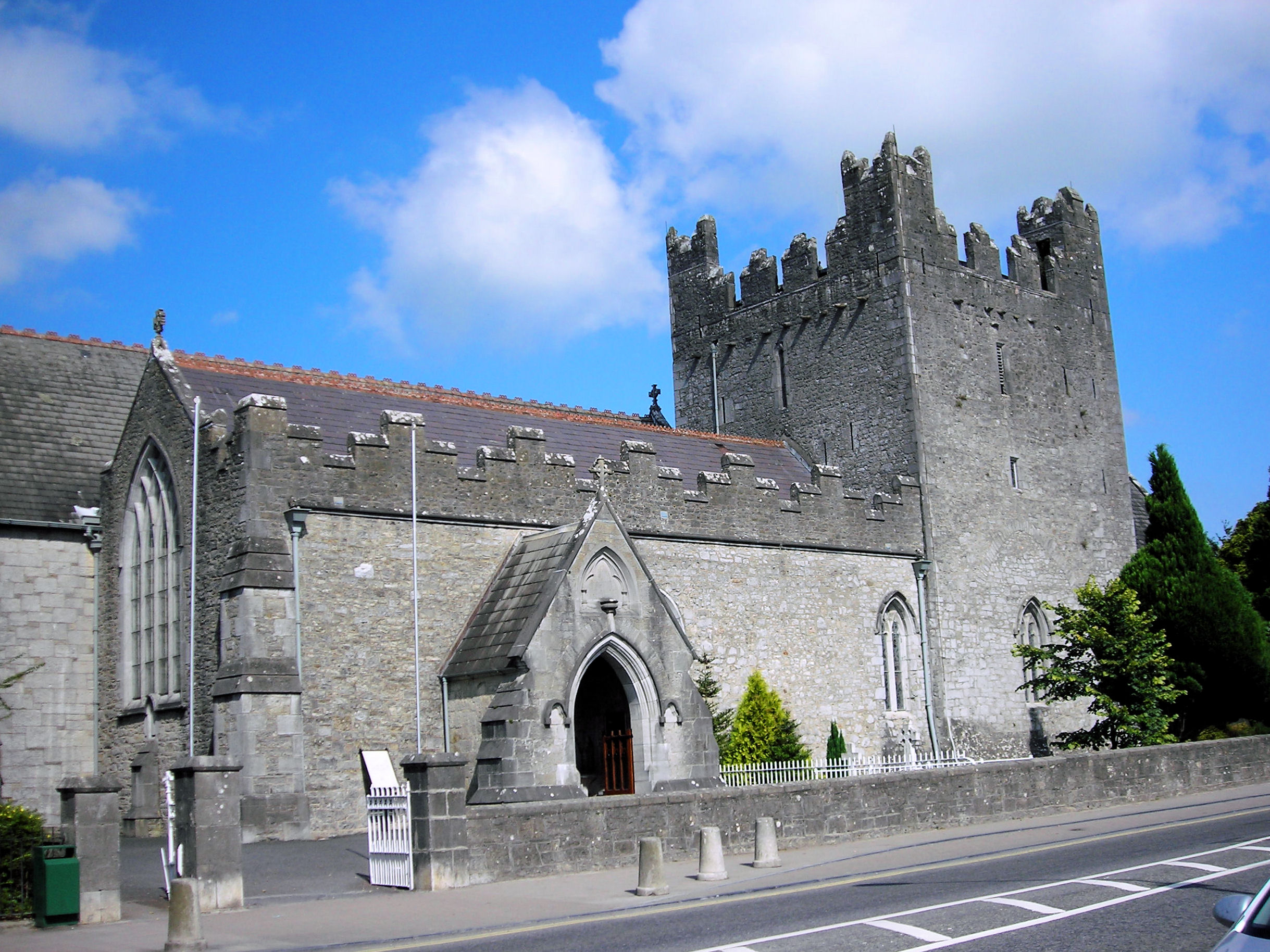
Monastère trinitaire d'Adare.

- Les musées
- Le centre de Lough Gur
- La cathédrale St. John's
- La forêt de Coilte
- Le palais des évêques
- Le centre du patrimoine d'Adare
- Le centre des moulins de Croom